# Oxymerus vianai
Oxymerus vianai är en skalbaggsart som beskrevs av Hüdepohl 1979. Oxymerus vianai ingår i släktet Oxymerus och familjen långhorningar. Inga underarter finns listade i Catalogue of Life.